# Ларин, Дмитрий Борисович
Дми́трий Бори́сович Ла́рин (26 июля 1973, Первомайск, Нижегородская область, РСФСР, СССР) — российский футболист, защитник, тренер. Мастер спорта России.

## Карьера
В футбольной школе Донбасса начал заниматься в 10 лет, на Украину он перебрался жить со своими родителями. После нескольких лет обучения в спорт-школе Енакиево переехал в Смоленск, где поступил в физкультурный институт. В 18 лет заключил с местной профессиональной футбольной командой «Кристалл», выступающей во втором дивизионе, контракт. Поиграв в смоленском клубе 5 лет, Дмитрий перешёл играть в Брянск, где отыграл 3 сезона, а в 2003 году уехал в Иркутск, где стал игроком местной «Звезды». С 2004 по 2005 год являлся футболистом курского «Авангарда». Последним клубом в его карьере стало брянское «Динамо», в которое он вернулся спустя 4 года. В 2007 году с брянским клубом вышел в полуфинал национального кубка, где по сумме двух встреч против ФК «Москва» брянская команда проиграла с общим счётом 1:2. Вскоре после этого, 14 «динамовцам», в том числе и Ларину была вручена награда и присвоено звание «Мастера спорта России».
В 2010 году завершил карьеру футболиста, но остался работать в «Динамо-Брянск» в должности тренера молодёжной команды. В 2012 году первая команда покинула ФНЛ и начала свой путь в чемпионате ЛФЛ. Дмитрий Ларин и стал новым наставником брянского коллектива. По итогам сезона 2012/13 в чемпионате «Черноземья» привёл команду к чемпионству в зоне, а также получил награду «Лучшего тренера сезона».